# 杉本尚文
杉本 尚文（すぎもと なおふみ、1971年5月9日 - ）は、徳島県阿南市出身の元プロ野球選手（捕手）・コーチ。
現在は、オリックス・バファローズのブルペン捕手。

## 来歴・人物
阿南市立宝田小学校1年生の時に、5歳上の兄の影響で野球を始めた。水野雄仁は同じ小学校の先輩である。小学校の時は投手兼捕手をやっていたが、中学校では軟式野球部で捕手に専念。全国大会出場も経験し、幾つかの高校から声をかけられたが、幼い頃からの憧れである池田高に行くことにした。公立高校で「お前の成績では危ない」と先生に言われていたが、必死に勉強して何とか入学することができた。池田高校では2年次の1988年に1番・捕手で夏の甲子園へ出場し、初戦の浜松商業高戦で延長14回の末に敗退。3年夏は県大会3回戦で敗れ甲子園出場を逃した。その後はプロの2、3球団から指名するという話あったが、1989年のドラフトでは指名されず、オフにドラフト外でオリックス・ブレーブスへ入団。
高校では強肩と言われていた杉本であったが、1年目の1990年に正捕手である中嶋聡の送球の凄さを見て「自分ではかなわない」と思い、プロとのレベル差を感じた。同年の終盤から一軍に出場して自信になるが、杉本が現役当時のオリックス捕手陣は藤田浩雅、中嶋、高田誠、三輪隆、日高剛と層が厚く、チーム自体も強い時期で、正捕手の座を奪うことはできなかった。それでも杉本は自分なりに、バットを短く持って右打ちをしたり、バントの練習を沢山したりと、何とか特徴を出す工夫はした。1995年には一軍・二軍両方で優勝するが、二軍の優勝に貢献した杉本は一軍が優勝を決めた後に、初スタメンの機会をもらって初安打を打った。その後も二軍では成績を残すものの、一軍の壁はなかなか破ることができず、10年目の1999年途中からは二軍の試合に出ず、ベンチ入りはしない一軍の帯同捕手になった。試合の時間には寮の練習場で一人で打撃練習をしていた中で、シーズン最後に仰木彬監督が一軍登録し、指名打者で2試合出場。そこで2安打を放ち、翌年も契約してもらうことになったが、2000年限りで現役を引退。
引退後はブルーウェーブ→バファローズとオリックス一筋で、ブルペン捕手（2001年）、一軍バッテリーコーチ補佐（2002年 - 2004年）、二軍ブルペン兼育成コーチ（2005年 - 2006年）を務めた。2007年からは再びブルペン捕手を務め、現在に至る。ブルペン捕手としては別府修作コーチと二人でブルペン捕手の役割をし、ホームのナイトゲームでは昼頃に球場入りして、1時間くらい自分のアップ・トレーニングをする。14時過ぎから、ローテーション投手でその日は投げない選手の投球練習を50球くらい受け、後は練習の手伝いをしながら、17時半頃に先発投手の試合前の投球練習を受けて、途中からは先発の捕手に引き継ぐ。試合開始後はブルペンで待機して試合展開を見ながら、リリーフ陣の投球練習に付き合い、試合終了までブルペンで待機。投手が聞いてくることに答えたり、感想を言うようにしており、気付いたことなどは、選手に直接ではなくコーチに言う事も多い。毎日投げる中継ぎ陣は調子が崩れたら手遅れになってしまいがちなため、兆候が見えた場合は早めに注意を払う必要があるが、杉本はキャンプの時から、各投手の印象や良い時のイメージ・残像を記憶できるようにメモを取っている。

## 詳細情報

### 年度別打撃成績
| 年 度     | 球 団      | 試 合 | 打 席 | 打 数 | 得 点 | 安 打 | 二 塁 打 | 三 塁 打 | 本 塁 打 | 塁 打 | 打 点 | 盗 塁 | 盗 塁 死 | 犠 打 | 犠 飛 | 四 球 | 敬 遠 | 死 球 | 三 振 | 併 殺 打 | 打 率 | 出 塁 率 | 長 打 率 | O P S |
| --------- | ---------- | ----- | ----- | ----- | ----- | ----- | -------- | -------- | -------- | ----- | ----- | ----- | -------- | ----- | ----- | ----- | ----- | ----- | ----- | -------- | ----- | -------- | -------- | ----- |
| 1990      | オリックス | 4     | 1     | 1     | 0     | 0     | 0        | 0        | 0        | 0     | 0     | 0     | 0        | 0     | 0     | 0     | 0     | 0     | 0     | 0        | .000  | .000     | .000     | .000  |
| 1995      | オリックス | 2     | 5     | 5     | 0     | 2     | 1        | 0        | 0        | 3     | 0     | 0     | 0        | 0     | 0     | 0     | 0     | 0     | 1     | 0        | .400  | .400     | .600     | 1.000 |
| 1998      | オリックス | 1     | 0     | 0     | 0     | 0     | 0        | 0        | 0        | 0     | 0     | 0     | 0        | 0     | 0     | 0     | 0     | 0     | 0     | 0        | ----  | ----     | ----     | ----  |
| 1999      | オリックス | 2     | 5     | 5     | 1     | 2     | 0        | 0        | 0        | 2     | 0     | 0     | 0        | 0     | 0     | 0     | 0     | 0     | 1     | 0        | .400  | .400     | .400     | .800  |
| 2000      | オリックス | 11    | 3     | 2     | 0     | 1     | 0        | 0        | 0        | 1     | 0     | 0     | 0        | 1     | 0     | 0     | 0     | 0     | 1     | 0        | .500  | .500     | .500     | 1.000 |
| 通算：5年 | 通算：5年  | 20    | 14    | 13    | 1     | 5     | 1        | 0        | 0        | 6     | 0     | 0     | 0        | 1     | 0     | 0     | 0     | 0     | 3     | 0        | .385  | .385     | .462     | .847  |

### 年度別守備成績
| 年 度 | 捕手 | 捕手   | 捕手   | 捕手   | 捕手   |
| 年 度 | 試合 | 企図数 | 許盗塁 | 盗塁刺 | 阻止率 |
| ----- | ---- | ------ | ------ | ------ | ------ |
| 1990  | 4    | 2      | 1      | 1      | .500   |
| 1995  | 2    | 1      | 1      | 0      | .000   |
| 1998  | 1    | 0      | 0      | 0      | -      |
| 2000  | 10   | 6      | 6      | 0      | .000   |
| 通算  | 17   | 9      | 8      | 1      | .125   |

### 記録
- 初出場・初打席：1990年8月26日 対近鉄バファローズ22回戦（西宮球場）、藤田浩雅の代打・村上信一に代わって捕手
- 初安打：1995年9月21日 対西武ライオンズ25回戦（グリーンスタジアム神戸）、鹿取義隆から

### 背番号
- 49 （1990年 - 2000年）
- 103 （2001年）
- 93 （2002年 - 2004年）
- 73 （2005年 - 2006年）
- 109 （2007年 - ）